# Xavier Sanahuja i Forgas
Xavier Sanahuja i Forgas (Sabadell, 5 de novembre de 1897 - Logronyo, 1959) fou un republicà federal català.
Pel novembre de 1926 intervingué en els fets de Prats de Molló, l'intent d'invasió militar de Catalunya dirigit per Francesc Macià i Estat Català. Tingué el grau d'oficial durant la Segona República. Va publicar un llibre, I de Prats de Molló a la Generalitat, una visió crítica dels fets, que va aixecar molta polèmica. Després de Prats de Molló, Sanahuja visqué uns anys exiliat a Niça, regentant una tintoreria.
Actualment hi ha una plaça al barri de la Serra d'en Camaró de Sabadell que duu el seu nom.